# Kévin Nicaise
Kévin Nicaise (Brussel, 17 april 1985) is een Tsjadisch-Belgisch voetbaltrainer en voormalig voetballer.

## Spelerscarrière

### Clubcarrière
Nicaise begon zijn jeugdcarrière bij de Brusselse voetbalclub FC Saint-Michel. Later maakte hij de overstap naar RAEC Mons, maar daar slaagde hij er niet in om door te stromen naar het eerste elftal. Via jeugdvriend en ex-ploegmaat Jason Duchâtelet kwam hij in 2005 te weten dat Union Sint-Gillis versterking zocht in de verdediging, en dus ging Nicaise daar testen. Hij kreeg er een contract en speelde vervolgens vier jaar in het Dudenpark.
Na twee seizoenen bij URS du Centre en nog één jaar bij opvolger UR La Louvière Centre keerde hij in 2012 terug naar Brussel om voor FC Brussels te spelen. Samen met Sébastien Siani en Geoffrey Cabeke was hij een van de ouderdomsdekens van een wel erg jonge ploeg. Toen de club (in 2013 omgedoopt tot RWDM Brussels) in 2014 failliet ging, vond Nicaise onderdak bij FCV Dender EH. Na vier jaar keerde hij opnieuw terug naar Brussel, waar hij ditmaal voor R. Léopold FC ging spelen in Derde klasse amateurs.

### Interlandcarrière
In 2012 werd Nicaise, zoon van een Tsjadische vader en een Belgische moeder, voor het eerst opgeroepen voor het nationale elftal van Tsjaad. Tussen 2012 en 2016 speelde hij twaalf interlands voor het land van zijn vader.

## Trainerscarrière
Nicaise begon het seizoen 2019/20 als speler-trainer van Léopold FC na het vertrek van trainer Thierry Blindenbergh. Toen Olivier Suray begin december 2019 terugkeerde als T1 werd Nicaise weer voltijds speler. Twee maanden later werd Suray echter al ontslagen, waarop Nicaise voltijds trainer werd tot het einde van het seizoen.
In 2020 kreeg Nicaise de vraag van het Tsjadisch voetbalelftal om toe te treden tot hun trainersstaf. In juli 2020 assisteerde hij Tsjadisch bondscoach Emmanuel Trégoat toen de nationale ploeg in Tourcoing verzamelde met een selectie van Tsjadische spelers uit Frankrijk, België en Luxemburg.
Van 2020 tot 2022 was hij fysiektrainer bij KSK Heist onder hoofdtrainer Stéphane Demets. Vervolgens volgde hij Demets naar Rupel Boom. Toen Demets in november 2022 ontslagen werd, nam assistent Pascal Pilotte ad interim over met de steun van Nicaise. Toen Pilotte een maand later omwille van gezondheidsredenen stopte, nam Nicaise het roer over. Toen Rupel Boom op 29 april 2023 uit Eerste nationale degradeerde, was het al zeker dat Nicaise in het seizoen 2023/24 geen trainer meer zou zijn van de club.